# Sundern (Hiddenhausen)
Sundern is een plaats in het zuiden van de Duitse gemeente Hiddenhausen, deelstaat Noordrijn-Westfalen, en telt 1.443 inwoners (28 februari 2021).

## Economie
In Hiddenhausen-Sundern werd in 1878 de bierbrouwerij Felsenkeller of Herforder Brauerei opgericht. Tegenwoordig brouwt deze het biermerk Herforder Pils. De brouwerij is tegenwoordig een dochteronderneming van Warsteiner. Warsteiner was in 2018 van plan, deze brouwerij af te stoten. In januari 2021 werd bekendgemaakt, dat de verkoopplannen niet doorgaan en dat de brouwerij te Hiddenhausen-Sundern en het biermerk Herforder blijven bestaan.

## Afbeeldingen

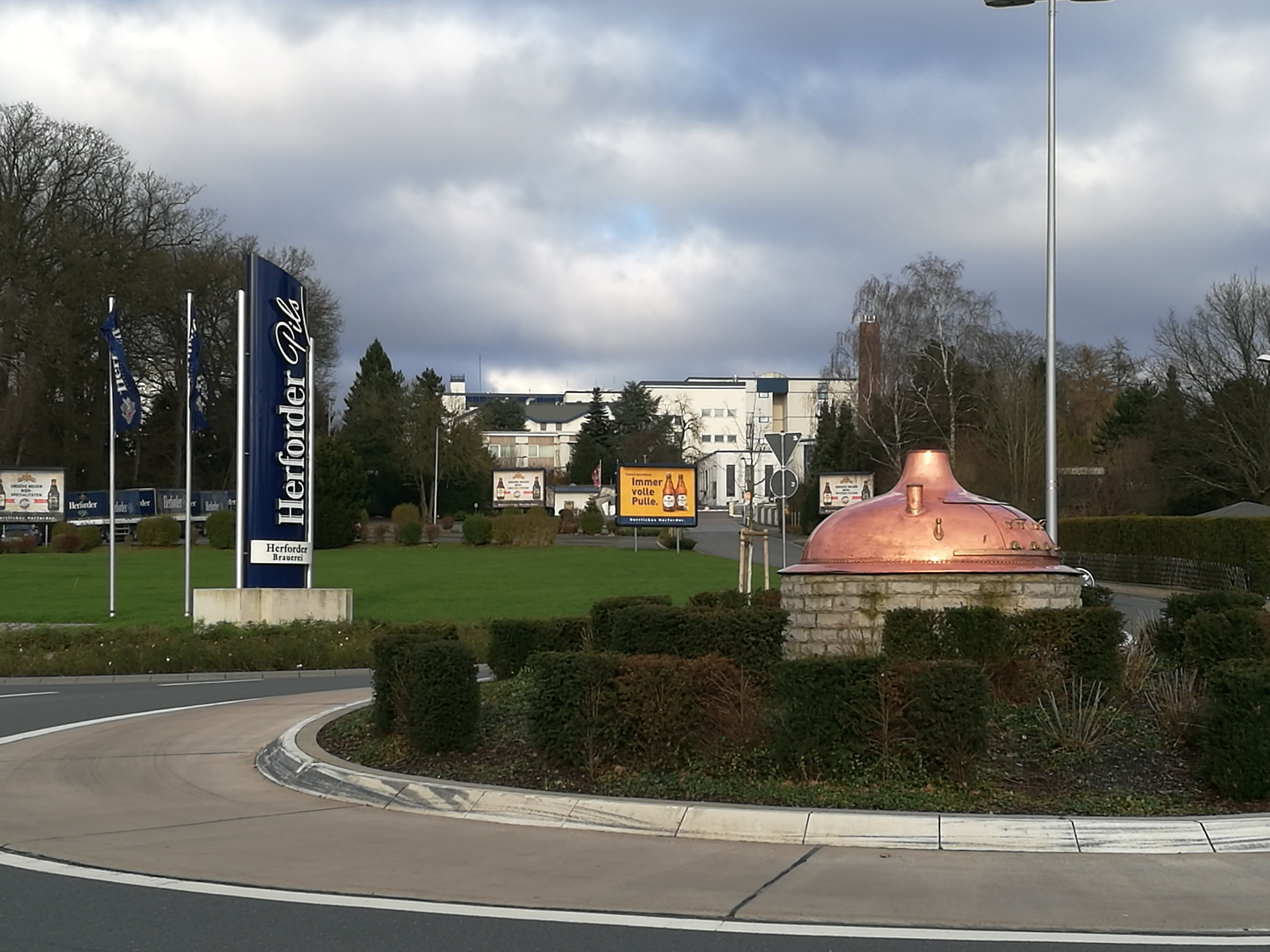
Herforder Brauerei: administratie, productie
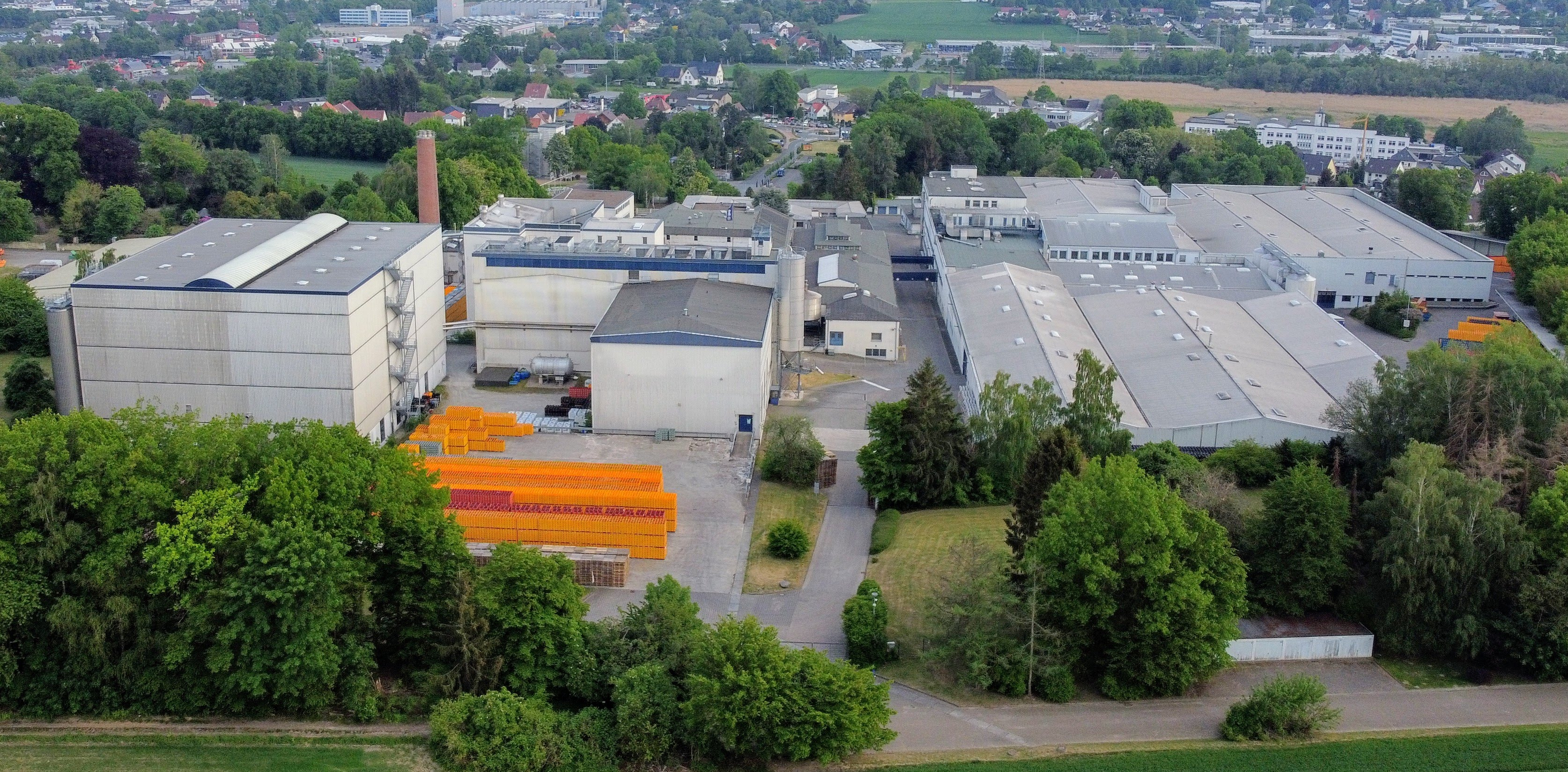
Luchtfoto van de brouwerij

Zie verder onder: Hiddenhausen.